# Ikaruga (Nara)
Ikaruga (jap. 斑鳩町, -chō) ist eine Stadt im Landkreis Ikoma in der japanischen Präfektur Nara.

## Sehenswürdigkeiten

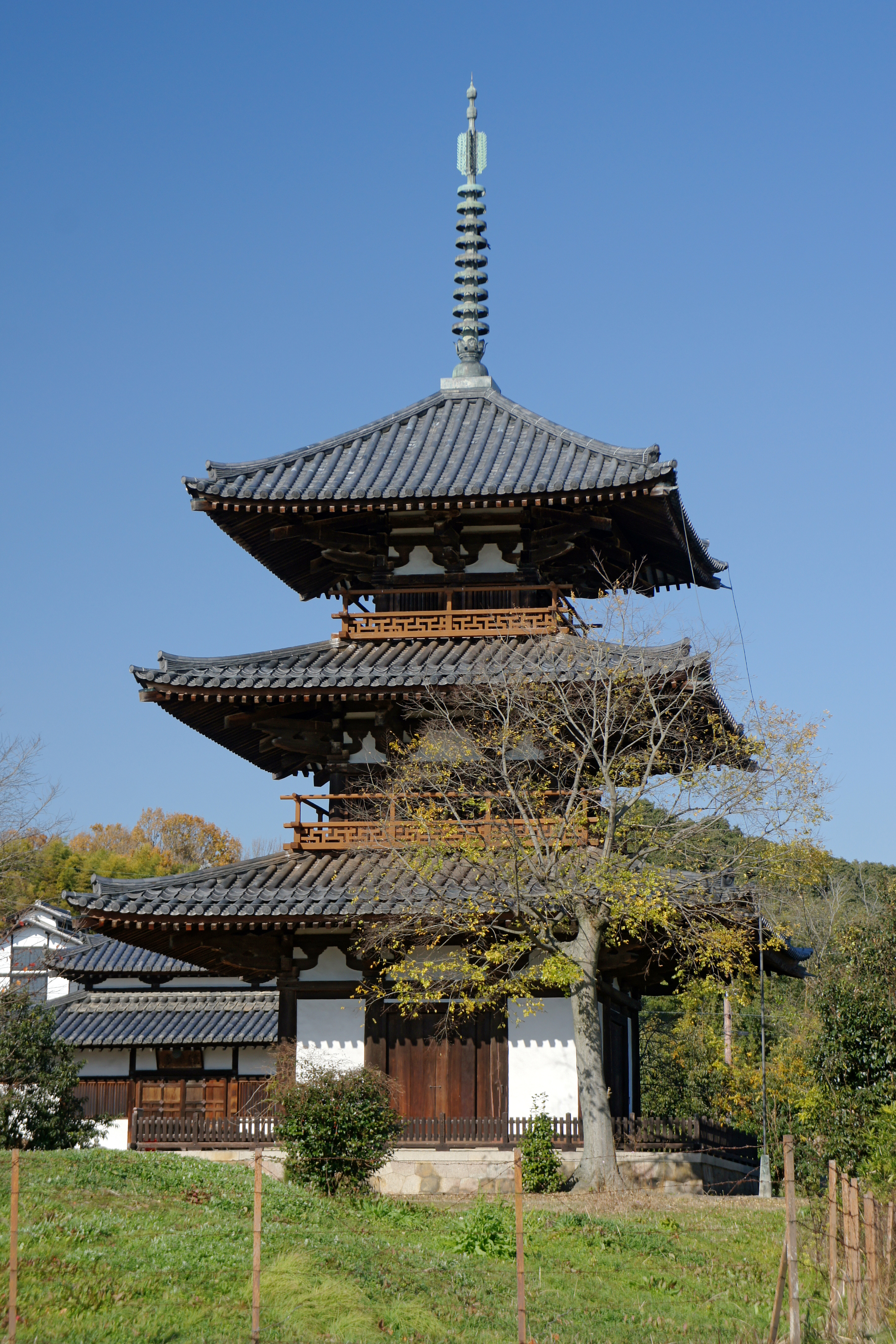
Dreistöckige Pagode des Hokki-ji

In Ikaruga befinden sich die buddhistischen Tempel Hōryū-ji und Hokki-ji, die als UNESCO-Weltkulturerbe Buddhistische Heiligtümer von Hōryū-ji ausgezeichnet sind. Zum Hōryū-ji gehören die ältesten Holzgebäude der Welt und zum Hokki-ji die älteste dreistöckige Pagode (三重塔, Sanjū no kō) Japans, die Nationalschätze Japans sind.
Andere Tempel in Ikaruga sind der Chūgū-ji mit einer Maitreya-Figur und der ältesten Seidenstickerei Japans (beide Nationalschätze), Hōrin-ji (法輪寺), sowie der Kichiden-ji (吉田寺) und der Mimuroyama (三室山).
Andere religiöse Gebäude sind die Shintō-Schreine Ikaruga-Schrein (斑鳩神社, Ikaruga-jinja) und Tatsuta-Schrein (龍田神社, Tatsuta-jinja).
Des Weiteren befinden sich hier Kofun (Tumuli), wie der Fujinoki-Kofun (藤ノ木古墳), der Okanohara-Kofun (丘の原古墳), der Terayama-Kofun (寺山古墳), u. v. a. m.

## Verkehr
- Straße:
  - Nationalstraße 25, nach Yokkaichi oder Osaka
  - Nationalstraße 168, nach Shingū oder Hirakata
- Zug:
  - JR West Kansai-Hauptlinie, nach Bahnhof Nagoya oder Ōsaka

## Bildung
In Ikaruga befinden sich die Grundschulen Ikaruga, Ikaruga-Higashi (dt. „Ikaruga Ost“) und Ikaruga-Nishi (dt. „Ikaruga West“), die Mittelschulen Ikaruga und Ikaruga-Minami (dt. „Ikaruga Süd“), sowie die von der Präfektur Nara betriebene Hōryū-ji Kokusai Kōtō Gakkō (dt. „Internationale Hōryū-ji-Oberschule“).

## Angrenzende Städte und Gemeinden
- Ikoma
- Yamatokōriyama
- Sangō
- Heguri
- Ando
- Kawai
- Ōji